# Open Source Initiative
Open Source Initiative (OSI) — организация, посвящённая продвижению открытого программного обеспечения (ОПО): она предоставляет техническую поддержку ОПО.
Организация была основана в феврале 1998 года Брюсом Перенсом и Эриком Рэймондом, когда Netscape Communications Corporation опубликовала исходный код Netscape Communicator как свободное программное обеспечение (СПО) из-за снижения прибыли и конкуренции с Microsoft Internet Explorer.

## Сотрудники
Рэймонд был президентом от её основания до февраля 2005 года.
В апреле 2016 года президентом впервые стал бывший вице-президент Джош Симмонс. В начале 2020 года он был вице-президентом OSI и 
Побыв в 2020 году вице-президентом (будучи Senior Open Source Strategist в Salesforce), в апреле он снова стал президентом на срок до конца марта 2022 года.
Генеральным директором на 2020 год семь лет был Patrick Masson, после чего временным гендиректором стала Деб Николсон, до того работавшая в Software Freedom Conservancy.

### Уход основателей в 2020 году

#### Уход Перенса
2 января 2020 года Брюс Перенс покинул OSI из-за несогласия с энтузиазмом других членов организации в отношении предложенной (и впоследствии одобренной) лицензии, которую он посчитал несвободной и слишком сложной для понимания.
Тогда же Перенс объявил о работе над созданием новой сущности для пропаганды открытого ПО — Coherent Open Source Licensing (LicenseUse.org Архивная копия от 15 сентября 2020 на Wayback Machine), которая, сохраняя существующее Определение Open Source, будет, чтобы не способствовать разнообразию лицензий, рекомендовать использовать только минимальный набор из трёх лицензий (изменяя список только для обновления их версий), которые:
- одобрены и FSF, и OSI;
- совместимы друг с другом;
- имеют пункты о патентовании ПО.

Это лицензии:
- Apache 2.0 — для встраивания в проприетарное ПО;
- LGPL 3 — для ограниченного набора файлов, чтобы комбинировать их с проприетарным ПО;
- Affero GPL 3 — знакомый копилефт GPL, плюс пункт о предоставлении доступа к функциям ПО по сети.[8]

В том же году Перенс перечислил основные проблемы Open Source, мешающие открытому ПО выполнять свою цель — приносить пользу, в том числе свободу, разработчикам и пользователям, при этом защищая их от корпораций, а не наоборот; и указал на главные из множества проблем OSI:
- политика текущего руководства OSI — стать всеобъемлющим источником открытых лицензий — ведёт к разнообразию лицензий;
- в OSI появилась комиссия по замене существующего Определения Open Source на новое: изменение существующего Open Source, вместо создания чего-то нового с другим названием, может его убить.

#### Бан Реймонда
26 февраля модераторы лишили Эрика Реймонда права писать в списки рассылки OSI, причём сам Реймонд получил об этом письмо, но без указания на конкретные сообщения, а публично модераторы в отдельных безличных сообщениях написали, что один из подписчиков был забанен, некоторые сообщения удалены, а подписчикам следует впредь быть осторожнее с полями для кросспостинга. По его словам, забанить его могли за резкую критику недавних попыток объявить открытыми лицензии, нарушающие пункты 5 и 6 Определения Open Source — запрет дискриминации против людей или сфер деятельности. В архивах сохранилось сообщение, предположительно цитирующее (достоверность цитаты неизвестна) Архивная копия от 12 августа 2020 на Wayback Machine удалённое Архивная копия от 12 августа 2020 на Wayback Machine модераторами сообщение Реймонда. В приведённой цитате критикуется деятельность Коралайн Ады Эмке, которая в это время баллотировалась на выборы в совет директоров, надеясь изменить Определение с целью сделать допустимыми именно такие лицензии.